# 1906 en Nouvelle-Écosse
Chronologie de la Nouvelle-Écosse
- 1902
- 1903
- 1904
- 1905
- 1906
- 1907
- 1908
- 1909
- 1910

Cette page concerne des événements survenus en 1906 dans la province canadienne de la Nouvelle-Écosse.

## Politique

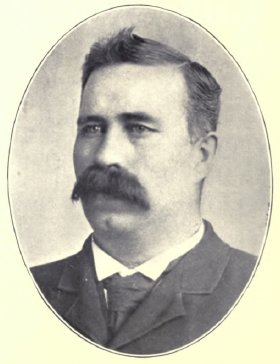
Duncan Cameron Fraser

- Premier ministre : George H. Murray
- Chef de l'Opposition :
- Lieutenant-gouverneur : Alfred Gilpin Jones puis Duncan Cameron Fraser
- Législature :